# Paraliparis mawsoni
Paraliparis mawsoni is een straalvinnige vissensoort uit de familie van snotolven (Cyclopteridae). De wetenschappelijke naam van de soort is voor het eerst geldig gepubliceerd in 1986 door Andriashev.